# サッカラーゼ
サッカラーゼ（saccharase）とは、ある種のオリゴ糖などからフルクトースを遊離させる、加水分解酵素である。なお、スクロースも基質とすることができる。IUPAC-IUB系統名はβ-D-フルクトフラノシダーゼ（E.C. 3.2.1.26）で、別名としてインベルターゼあるいはインバーターゼ（invertase）、インベルチン（invertin）とも呼ばれる。CAZyにおける分類では、糖質加水分解酵素ファミリー32、68、100の3つのファミリーにわたって分類されている。サッカラーゼは、微生物、植物に広く分布している。

## 用途
産業では細菌や酵母由来のサッカラーゼが利用されている。なお、この酵素によってスクロースから生じたフルクトースとグルコースの混合物は転化糖と呼ばれる。

## スクラーゼとの違い
サッカラーゼとスクラーゼは、共にスクロースを基質とすることができ、フルクトースとグルコースに加水分解できる。しかし、両者は異なる酵素として分類されている。これは、サッカラーゼはスクロースのフルクトースを認識して加水分解するのに対して、スクラーゼはスクロースのグルコースを認識して加水分解するためである。さらに、サッカラーゼはスクロース以外にもラフィノースやスタキオース、フルクトオリゴ糖など、末端にフルクトフラノシド残基を含むオリゴ糖を基質とすることができる。なお、中にはフルクトフラノシド残基を他の糖に転移させる活性を有する酵素も存在する。